# 이하라 하루키
이하라 하루키(일본어: 伊原 春樹, 1949년 1월 18일 ~ )는 일본의 전 프로 야구 선수이자 코치·감독, 야구 해설가·평론가이다.
선수 시절 니시테쓰 라이온스·다이헤이요 클럽 라이온스·세이부 라이온스, 요미우리 자이언츠에서 활동했고, 1971년부터 1973년까지의 등록명은 이하라 슌쇼쿠(伊原 春植)였다. 그의 딸인 이하라 나쓰나는 모델, 배우로 활동하고 있다.

## 인물

### 선수 시절
히로시마 현에서 태어나 1970년 프로 야구 드래프트 회의에서 니시테쓰 라이온스부터 1순위로 지명을 받아 입단해 내야수(3루수)로서 활약을 했다. 1976년에 세키모토 시토시, 다마이 노부히로와의 2:2 트레이드로 가토 하지메와 함께 요미우리 자이언츠로 이적하여 2년간 활약, 1978년에는 친정팀이자 니시테쓰와 다이헤이요의 후신인 크라운라이터 라이온스로 복귀하여 활약을 하다가 1980년에 현역에서 은퇴했다.

### 은퇴 후
1981년부터 1999년까지 세이부에서 2군 코치와 1군 수비 주루 코치, 작전·주루 코치 등 세이부에서 오랜 기간 동안 코칭 스태프로 활동했고, 2000년에는 한신 타이거스의 타격 코치, 2001년에는 친정팀인 세이부에 복귀하여 작전·주루 코치를 맡았다.
2002년에 세이부의 감독으로 부임했다. 부임 첫 해인 2002년에 팀의 퍼시픽 리그 우승을 이끌었으며, 2004년에 오릭스 블루웨이브에서 감독 취임 요청(변칙 3년 계약=2년 계약+옵션 1년)을 수락하여 정식 부임했다. 그러나 2년 연속 최하위에 가라앉고 있는 팀의 재건이 기대되었지만 이렇다할 만한 팀 성적이 나오지 않으면서 선수와 코치 사이에 갈등이 생기는 등 결국 최하위 성적(6위)에 끝났다. 또 오사카 긴테쓰 버펄로스와의 합병의 선동을 받아 계약 연수가 남아 있었지만 1년 만에 감독직에서 사임했다.
2005년부터 닛폰 방송, J SPORTS(CS위성 TV)의 프로 야구 해설위원, 닛칸 스포츠 평론가, 베이스볼 매거진사 고문(2005년의 요코하마 vs 세이부의 경기인 교류전 1경기만 TV 가나가와의 야구 중계로 해설자가 되었다)을 역임했다.
2006년 10월 10일에 요미우리 자이언츠의 1군 야수 종합 코치(3루 코치 겸임)로 임명되었고, 2007년 시즌 개막 전에 1군 수석 코치로 직함이 변경되었다. 2009년에는 요미우리의 하라 다쓰노리 감독이 월드 베이스볼 클래식 일본 야구 국가대표팀의 감독으로 부임한 관계로 3월에 열린 시범 경기에서 감독 대행을 맡기도 했다. 일본 시리즈에서 팀의 승리를 이끌면서 그때까지 기록하고 있었던 일본 시리즈 출전자 중에서의 시리즈 연패 기록은 6으로 멈추었다.
이듬해 2010년에는 리그 4연패와 일본 시리즈 연패를 놓친 책임을 물어 요미우리 코치직에서 사임했고, 이후 요미우리 구단 편성 본부 시니어 어드바이저로 부임해 2011년 12월 31일까지 역임했다.
2013년 시즌 오프에 사이타마 세이부 라이온스 감독직에 복귀했다. 그러나 2014년 시즌 초반 팀 성적이 하위권을 맴돌고, 이와 동시에 엄격한 훈련 방식과 통제로 인해 선수들과 불화가 생겼다. 결국 이하라는 6월 3일 감독직 휴양을 신청했고 세이부 구단은 6월 4일 경기를 끝으로 이하라를 휴양시키고 타격 코치 다나베 노리오를 감독 대행으로 임명했다. 그 후 이하라는 6월 27일 구단에 정식으로 감독직 사임을 신청했고 구단은 이를 승낙했다. 그리고 7월 1일부로 세이부 구단 본부 어드바이저에 취임했지만 같은 해 연말에 사임했다.

## 상세 정보

### 출신 학교
- 히로시마 현 기타가와 공업고등학교(현재의 히로시마 현립 후추히가시 고등학교)
- 시바우라 공업 대학

### 선수 경력
- 니시테쓰 라이온스·다이헤이요 클럽 라이온스(1971년 ~ 1975년)
- 요미우리 자이언츠(1976년 ~ 1977년)
- 크라운라이터 라이온스·세이부 라이온스(1978년 ~ 1980년)

### 지도자·기타 경력
- 세이부 라이온스 2군 수비 주루 코치, 1군 수비 주루 코치, 작전·주루 코치(1981년 ~ 1999년)
- 한신 타이거스 수비 주루 코치(2000년)
- 세이부 라이온스 작전·주루 코치(2001년)
- 세이부 라이온스 감독(2002년 ~ 2003년)
- 오릭스 블루웨이브 감독(2004년)
- 닛폰 방송·J SPORTS·닛칸 스포츠 야구 해설위원(2005년 ~ 2006년)
- 요미우리 자이언츠 수석 코치 겸 3루 코치(2007년 ~ 2010년)
- 사이타마 세이부 라이온스 감독(2014년)

### 수상 경력
- 퍼시픽 리그 우승 감독상(2002년)

### 개인 기록
- 첫 출장·첫 선발 출장 : 1971년 7월 4일, 대 난카이 호크스 12차전(오사카 구장), 7번·3루수로서 선발 출장
- 첫 안타 : 상동, 5회초에 다카하시 사토시로부터
- 첫 홈런·첫 타점 : 1971년 7월 13일, 대 난카이 호크스 14차전(헤이와다이 야구장), 5회말에 사토 미치오로부터 선제 솔로 홈런

### 등번호
- 7(1971년 ~ 1975년)
- 56(1976년 ~ 1977년)
- 30(1978년 ~ 1980년)
- 78(1981년, 1985년 ~ 1994년, 2007년 ~ 2010년)
- 91(1982년 ~ 1984년)
- 73(1995년 ~ 1999년, 2001년 ~ 2004년, 2014년)
- 87(2000년)

### 연도별 타격 성적
| 연 도      | 소 속               | 경 기 | 타 석 | 타 수 | 득 점 | 안 타 | 2 루 타 | 3 루 타 | 홈 런 | 루 타 | 타 점 | 도 루 | 도 루 자 | 희 생 번 | 희 생 플 | 볼 넷 | 고 4 | 사 구 | 삼 진 | 병 살 타 | 타 율 | 출 루 율 | 장 타 율 | O P S |
| ---------- | ------------------- | ----- | ----- | ----- | ----- | ----- | ------- | ------- | ----- | ----- | ----- | ----- | -------- | -------- | -------- | ----- | ---- | ----- | ----- | -------- | ----- | -------- | -------- | ----- |
| 1971년     | 니시테쓰 다이헤이요 | 39    | 123   | 115   | 13    | 31    | 6       | 0       | 2     | 43    | 8     | 3     | 0        | 2        | 1        | 3     | 0    | 2     | 24    | 2        | .270  | .298     | .374     | .671  |
| 1972년     | 니시테쓰 다이헤이요 | 118   | 366   | 332   | 23    | 80    | 15      | 1       | 7     | 118   | 32    | 2     | 2        | 1        | 0        | 20    | 0    | 13    | 41    | 11       | .241  | .310     | .355     | .665  |
| 1973년     | 니시테쓰 다이헤이요 | 32    | 55    | 48    | 4     | 13    | 0       | 1       | 0     | 15    | 2     | 0     | 0        | 0        | 0        | 5     | 0    | 2     | 2     | 1        | .271  | .364     | .313     | .676  |
| 1974년     | 니시테쓰 다이헤이요 | 44    | 80    | 78    | 5     | 19    | 3       | 0       | 1     | 25    | 8     | 0     | 1        | 0        | 1        | 1     | 0    | 0     | 12    | 2        | .244  | .250     | .321     | .571  |
| 1975년     | 니시테쓰 다이헤이요 | 22    | 25    | 24    | 4     | 3     | 0       | 0       | 0     | 3     | 0     | 0     | 1        | 0        | 0        | 0     | 0    | 1     | 0     | 2        | .125  | .160     | .125     | .285  |
| 1976년     | 요미우리            | 9     | 5     | 5     | 0     | 0     | 0       | 0       | 0     | 0     | 0     | 0     | 0        | 0        | 0        | 0     | 0    | 0     | 1     | 0        | .000  | .000     | .000     | .000  |
| 1978년     | 크라운 세이부       | 80    | 90    | 83    | 10    | 21    | 1       | 0       | 2     | 28    | 5     | 2     | 1        | 0        | 0        | 5     | 0    | 2     | 13    | 1        | .253  | .311     | .337     | .648  |
| 1979년     | 크라운 세이부       | 85    | 102   | 93    | 7     | 22    | 2       | 0       | 0     | 24    | 3     | 0     | 1        | 2        | 1        | 5     | 0    | 1     | 13    | 2        | .237  | .280     | .258     | .538  |
| 1980년     | 크라운 세이부       | 21    | 6     | 6     | 0     | 0     | 0       | 0       | 0     | 0     | 0     | 0     | 0        | 0        | 0        | 0     | 0    | 0     | 1     | 0        | .000  | .000     | .000     | .000  |
| 통산 : 9년 | 통산 : 9년          | 450   | 852   | 784   | 66    | 189   | 27      | 2       | 12    | 256   | 58    | 7     | 6        | 5        | 3        | 39    | 0    | 21    | 107   | 21       | .241  | .294     | .327     | .621  |

- 1977년은 1군 출장 없음.
- 니시테쓰(니시테쓰 라이온스)는 1973년에 다이헤이요(다이헤이요 클럽 라이온스), 1977년에 크라운(크라운라이터 라이온스), 크라운(크라운라이터 라이온스)은 1979년에 세이부(세이부 라이온스)로 구단명을 변경.

### 감독으로서의 팀 성적
| 연도       | 소속       | 순위       | 경기 | 승리 | 패전 | 무승부 | 승률 | 팀 홈런                      | 팀 타율                      | 팀 평균자책점                | 연령                         |
| ---------- | ---------- | ---------- | ---- | ---- | ---- | ------ | ---- | ---------------------------- | ---------------------------- | ---------------------------- | ---------------------------- |
| 2002년     | 세이부     | 1위        | 140  | 90   | 49   | 1      | .647 | 183                          | .278                         | 3.20                         | 53세                         |
| 2003년     | 세이부     | 2위        | 140  | 77   | 61   | 2      | .558 | 191                          | .271                         | 4.43                         | 54세                         |
| 2004년     | 오릭스     | 6위        | 133  | 49   | 82   | 2      | .374 | 112                          | .283                         | 5.66                         | 55세                         |
| 통산 : 3년 | 통산 : 3년 | 통산 : 3년 | 413  | 216  | 192  | 5      | .529 | A클래스 : 2회, B클래스 : 1회 | A클래스 : 2회, B클래스 : 1회 | A클래스 : 2회, B클래스 : 1회 | A클래스 : 2회, B클래스 : 1회 |

1. 2001년부터 2003년까지는 140경기제
2. 2004년에는 135경기제(단, 프로 야구 파업 사태로 인해 2경기는 치르지 않았음)